# Krampfer

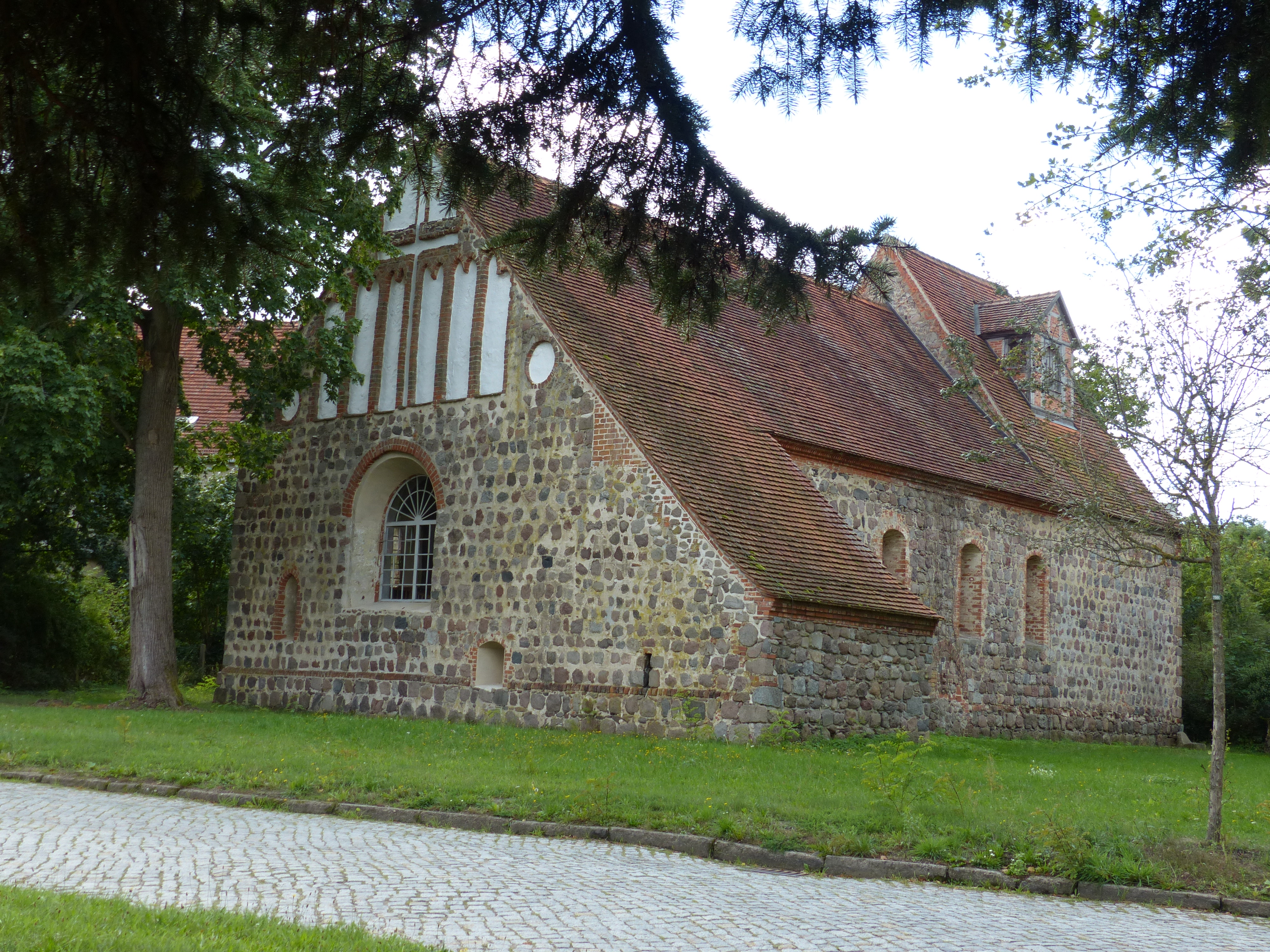
Dorfkirche in Krampfer (September 2020)

Krampfer ist ein Ortsteil der amtsfreien Gemeinde Plattenburg im Landkreis Prignitz in Brandenburg. Zu Krampfer gehört der Gemeindeteil Groß Gottschow und der Wohnplatz Kahlhorst.
Der Ort liegt östlich der Kernstadt Perleberg. Durch den Ort verläuft die Landesstraße L 101, nordöstlich die L 103 und südlich die B 5.

## Orts- und Gutsgeschichte
Die Ortsgeschichte von Krampfer ist stark mit der Historie des Gutes und des alten Herrenhauses verbunden, ohne es nur auf diese allein zu reduzieren. Seit mindestens 1542 besaß die Familie von Moellendorff die Begüterung Krampfer. Aus dem Rittergut wird ein Familienfideikommiss auf Grundlage einer Stiftung gebildet, um so den Besitz in der Hand der Gutsbesitzerfamilie zu halten. Anfang des 19. Jahrhunderts leben 291 Seelen in Krampfer, hauptsächlich lutherischer Konfession, Grundherr ist Herr von Möllendorff, er zusätzlich der Deichhauptmann der Region. In der nächsten Statistik 1861 leben im Dorf 215 Einwohner, auf dem Gut 170. Im Generaladressbuch der Ritterguts- und Gutsbesitzer des Königreiches Preußen werden für Krampfer 577 ha Land veranschlagt. Fideikommissherr ist damals Otto Wichard Karl von Möllendorff, königlich preußischer Rittmeister a. D. und Rechtsritter des Johanniterordens, verheiratet mit der Tochter des Generalfeldmarschalls Graf Blumenthal, Agnes (1844–1922).
Kurz vor der großen Wirtschaftskrise 1929/1930 beinhaltete das Rittergut Krampfer 788 ha. Dazu gehörten noch das Rittergut Klein Gottschow mit 55 ha und das Rittergut Simonshagen, 267 ha groß. Verwalter wurde der Administrator Rudolf Karrer. Eigentümer ist der Majoratsherr Ottokar von Möllendorff (1876–1945).
Das Landwirtschaftliche Adressbuch für die Provinz Brandenburg benennt neun weitere Landwirte im Ort, mit Mittelwerten zwischen 23 und 52 ha. Otto Boddin hat ein eigenes kleines Gut, Hofbesitzer sind Hermann Hacker, Otto Repentin, Franz und Wilhelm Röhl, Richard Selle, Adolf Texter sowie August Zimmermann. Auch Gemeindevorsteher Hermann Heinke betreut 52 ha Boden. In der Phase 1939/1942 investiert die Gutsherrschaft noch in neue Werkwohnungen, mit einem standardisierten Programm für große landwirtschaftliche Betriebe. Dann kommt das Kriegsende und die Bodenreform.

## Sehenswürdigkeiten
In der Liste der Baudenkmale in Plattenburg sind für Krampfer sieben Baudenkmale aufgeführt:
- Die Dorfkirche ist ein gotischer Bau, der um 1318 erbaut wurde. Die Sakristei an der Nordseite stammt aus der Bauzeit und der Kanzelaltar im Inneren vom Ende des 18. Jahrhunderts. Erwähnung der Orgel 1862.[11]
- Gutshaus (= Schloss Krampfer; Dorfstraße 11), ein Herrenhaus aus dem 18. Jahrhundert, auf den Fundamenten eines Vorgängerbaus[12]
- Gutspark
- Speichergebäude
- Wohnhaus (ehemalige Eierannahme) mit seitlichem Wirtschaftsgebäude und Altenteil (Dorfstraße 5)
- Torhaus (Dorfstraße 7)
- Gerichts- bzw. Schöffenstühle aus Feldstein (Dorfstraße 10)